# Oregon Route 361
Az Oregon Route 361 (OR-361) egy oregoni állami országút, amely észak–déli irányban a 97-es szövetségi országút culveri elágazásától a Madrasig, az út U.S. Route 26-tal való találkozásáig halad.
A szakasz Culver Highway No. 361 néven is ismert.

## Leírás
A szakasz a 97-es útról az Ochocho-főcsatorna előtt ágazik le, majd Culverig északnyugati irányban halad. A városba érve a Southwest Iris Lane és a Southwest Elbe Drive csomópontjánál északra fordul, majd Metoliusig északnyugati irányban, a vasúttal párhuzamosan fut. A nyomvonal Madras belvárosában, a 26-os és 97-es utak párhuzamos pályájánál ér véget.